# Scott Gorham
Scott Gorham (* jako William Scott Gorham; 17. března 1951) je americký rockový kytarista. V letech 1974–1983, 1996–2001 od roku 2004 dodnes je členem skupiny Thin Lizzy. Mimo Thin Lizzy spolupracoval například na albech Phila Lynotta, skupin Supertramp, Psycho Motel, 21 Guns nebo Far Corporation.